# キーウ (エストニア)
キーウ（エストニア語: Kiiu）は、エストニアのハリュ県にある村（alevik）。エストニア北部に位置する。人口は859人（2012年時点）。近代以前はキダ（ドイツ語: Kida）と呼ばれた。キダの名前が史料に初めて現れるのは1241年である。かつてはキダ荘園の中心地であった。
16世紀から18世紀にかけて、ドイツ系の貴族ティーゼンハウゼン家の領地であり、1520年には在地領主の居城としてキーウ塔が建立された。リヴォニア戦争でキーウ塔は破壊されたが、1973年に復元され、現在は県立文化財となっている。